# Nephrotoma urocera
Nephrotoma urocera is een tweevleugelige uit de familie langpootmuggen (Tipulidae). De soort komt voor in het Nearctisch gebied.